# Sematophyllum fabronia
Sematophyllum fabronia là một loài Rêu trong họ Sematophyllaceae. Loài này được (Besch.) W.R. Buck miêu tả khoa học đầu tiên năm 1982.